# Microcaecilia nicefori
Microcaecilia nicefori és una espècie d'amfibis gimnofions de la família Siphonopidae. Va ser descrit per Thomas Barbour el 1924 com a Gymnophis nicefori, va ser reclassificat com Parvicaecilia nicefori per Edward H. Taylor el 1968 i des de 2013 és troba en el gènere dels Microcaecilia. El epítet específic honorifica el naturalista Antoine Rouhaire, Nicéforo María amb el seu nom religós de germà de les escoles cristianes.
És una espècie subterrània que es troba en sòls humits, especialment en boscos alterats. Fins i tot es troba en zones molt afectades per l'agricultura. Es desconeixen els seus hàbits de cria. És una espècie que s'adapta fàcilment als canvis d'hàbitat i no s'ha identificat cap amenaça major.

## Distribució
Vall central del Magdalena entre Honda (Tolima), Girardot (Cundinamarca), Santander i el nord-est d'Antioquia a una altitud de 225–400 m. al nord de Colòmbia.